# Социальный национальный фронт
Социальный национальный фронт (итал. Fronte Sociale Nazionale, FSN) — итальянская ультраправая политическая партия. Первоначально называлась Национальный фронт.
Основана в 1997 году известным неофашистом Адриано Тильгером — активистом Национального авангарда, близким соратником Стефано Делле Кьяйе. Возникла в результате выхода группы Тильгера из партии Fiamma Tricolore («Трёхцветное пламя»). Причиной раскола стал организационно-политический конфликт Тильгера с Пино Раути.
В 2004—2006 годах партия участвовала в коалиции Социальная альтернатива, в которую входили также «Социальное действие» Алессандры Муссолини и Новая сила Роберто Фиоре. Коалиция просуществовала до парламентских выборов 2006 года. Альянс был расторгнут из-за политического сближения внучки Муссолини с Сильвио Берлускони — неприемлемого для бескомпромиссного неофашиста Тильгера.
В 2007 Фронт присоединился к Patto d'Azione (Пакт действий) с «Социальным действием» Муссолини, «Новой силой» Фиоре, организацией Volontari Nazionali («Национальные добровольцы», структура, происходящая из силовых подразделений Итальянского социального движения) и партией Пино Раути Движение социальной идеи. Предполагалось совместное выступление на парламентских выборах 2008. Была вновь символически зафиксирована попытка консолидации ультраправых. Однако проект Patto d'Azione не получил развития из-за окончательного перехода Алекссандры Муссолини в партию Берлускони.
В 2008 году FSN блокировался с партией La Destra («Правые»), во главе которой стоит Франческо Стораче — рассматриваемый в политических кругах как последовательный продолжатель линии Джорджо Альмиранте, исторического лидера неофашистского движения Италии. Адриано Тильгер курировал в La Destra программные вопросы и организации региона Тоскана. Однако в 2013 году FSN вновь отделился от La Destra из-за недостаточного, с точки зрения Тильгера, внимания «Правых» к социальным вопросам.
Партия придерживается идеологии неофашизма, антикоммунизма, национализма, антилиберализма и антиамериканизма. Резко критикует весь политический класс Италии, безотносительно к различиям между левыми и правыми партиями истеблишмента. Выступает против участия Италии в нынешнем Евросоюзе. Главным врагом Европы считает бюрократию ЕС и особенно финансовую элиту США.
С большой симпатией FSN относится к Владимиру Путину. Фронт проводил в Риме агитационную кампанию, распространяя плакаты с портретом Путина и слоганом Io sto con Putin! — «Я с Путиным!». Осенью 2013 года партия Тильгера активно поддержала Путина и официальную позицию РФ в сирийском конфликте.
Адриано Тильгер продолжает активно сотрудничать со Стефано Делле Кьяйе. В июне 2014 года Тильгер выступал на конференции ветеранов Национального авангарда Solidarieta sociale.